# Cao (Staat)
Cao (chinesisch 曹, Pinyin Cáo) war ein bis 487 v. Chr. bestehender antiker chinesischer Staat auf dem Gebiet der heutigen Provinz Shandong. Cao befand sich in der Westlichen Zhou-Dynastie, der Zeit der Frühlings- und Herbstannalen und der Zeit der Streitenden Reiche während der Zhou.
Der erste Herrscher war Shu Zhen Duo (姬振鐸 / 叔振鐸), der Sohn von König Wen von Zhou (周文王), im 11. Jahrhundert v. Chr.
Seine Hauptstadt Taoqiu (陶丘) befand sich im Südwesten des heutigen Dingtao-Kreises (定陶县) der Provinz Shandong.
Durch den Sieg des Staats Song 487 v. Chr. über Cao verschwand dieser.

## Historische Berichte
- Shiji, j. 35
- Chunjiu, 5. Jahr von Herzog Huan (Huan gong 桓公)